# Stadswal

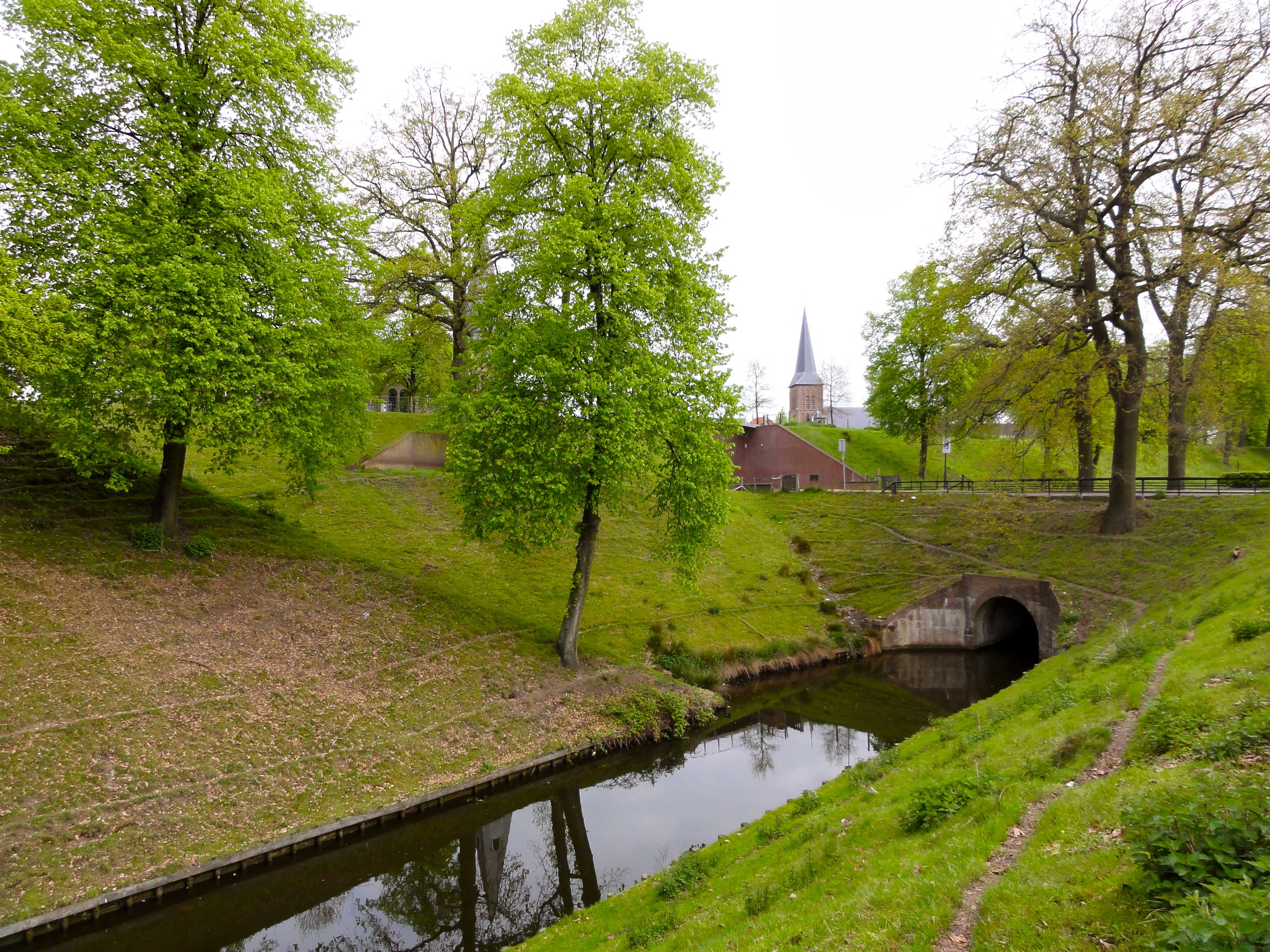
Stadsomwalling van Steenwijk (rijksmonument)

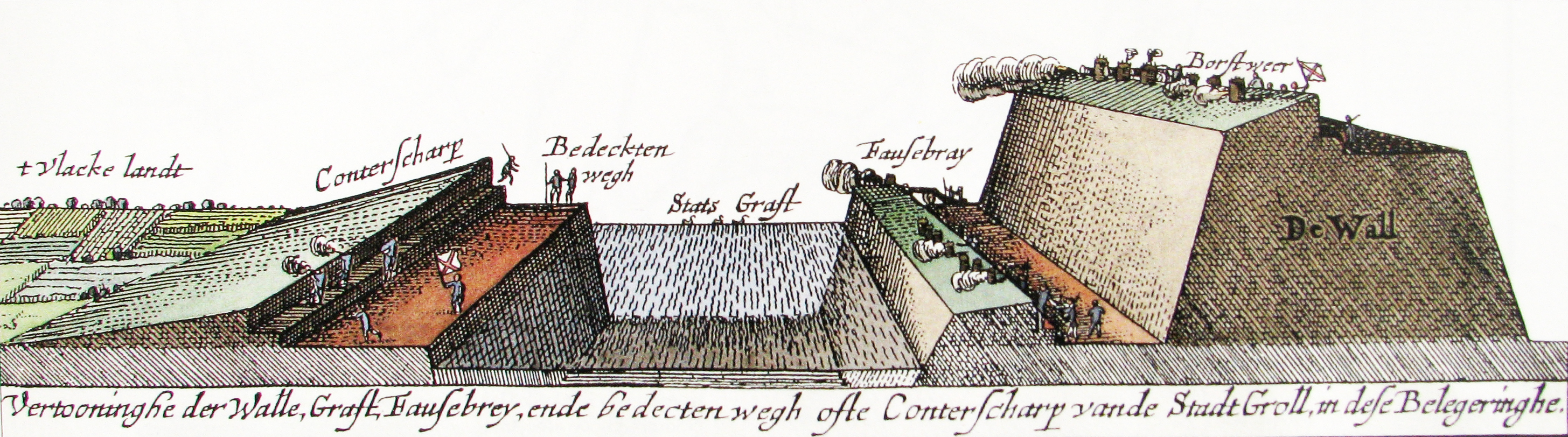
Doorsnede van de vestingwerken rond Groenlo in 1627. : de contrescarp, bedekte weg, gracht, onderwal, bedekte weg, helemaal rechts de hoofdwal met boven op de borstwering.

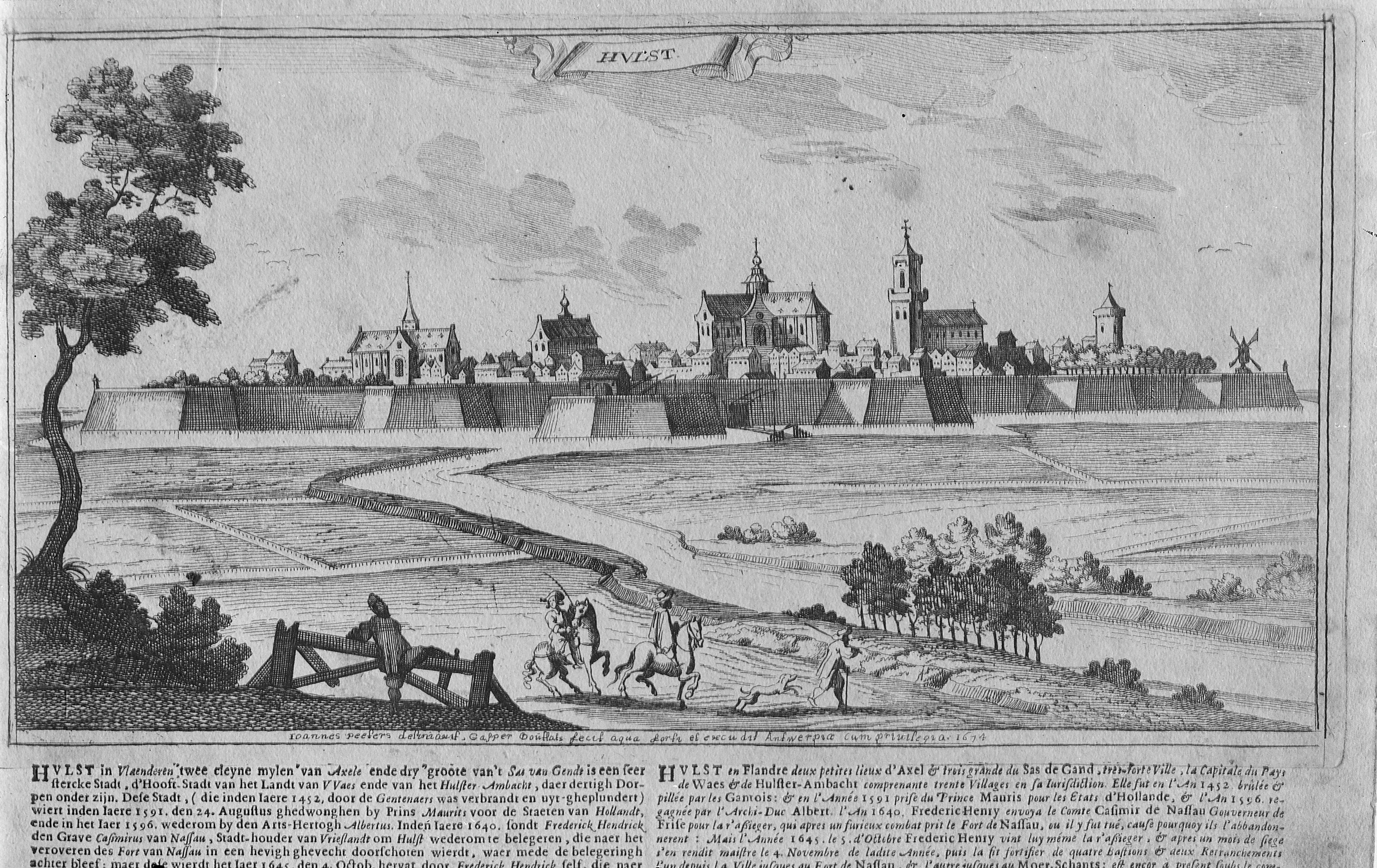
Gezicht op de stad Hulst met haar omwalling

Een stadswal of omwalling (ook wel hoofdwal) is een verdedigingswerk in de vorm van een dijk om een stad of kasteel. De wal bestaat uit een aarden of stenen ophoging en vormt meestal een doorlopende wal, eventueel aangevuld met delen stadsmuur. Op de wal staat vaak een borstwering. De stadswal is in de regel verbonden met bastions of met gecombineerde bastions en stadspoorten.

## Etymologie
De betekenis van het woord wal gaat terug op het Latijnse 'vallum', een langgerekte versterking (aarden verdedigingswal of palissade). 'Vallum' zelf gaat terug op 'vallus', dat enkel op een pallisadering doelde. Een wal bestond dus uit opgeworpen grond en onderscheidde zich daardoor van een gemetselde muur ('murus'). Net als in het Engels werd de betekenis in het Nederlands later verruimd tot 'gemetselde' muren (Engels: 'wall'): de huidige woorden stadswal of omwalling.

## Evolutie
In de late Middeleeuwen werden aarden stadswallen meer en meer vervangen door stenen stadswallen of een combinatie van beide. Wanneer met de komst van het buskruit de stadsmuur zijn verdedigende functie verloor, werd de stenen stadsmuur in sommige gevallen vervangen door aarden wallen. Dit betekende een korte herleving voor de aarden wallen. In de 18e en 19e eeuw werden in veel steden grote delen van stadsverdedigingen ontmanteld, omdat de mensen weinig belangstelling hadden voor oude bouwwerken, die destijds als nutteloos werden beschouwd. Hier werden nieuwe huizen of parken aangelegd. In Nederland zijn na invoering van de vestingwet uit 1874 de meeste stadswallen ontmanteld.

## Voorbeelden
- Aarden stadswal
  - Steenwijk
  - Hulst
  - Elburg met nog geheel intacte rechthoekige aarden wal rondom de deels intacte oude stadsmuur
  - Vestingwerken van Amsterdam: o.a. de Voorburgwal en de Achterburgwal uit de 14e eeuw, vervangen door een nieuwe stadsmuur aan het einde van de 15e eeuw.
  - Maaseik beschikte over een zeshoekige aarden stadswal aangelegd in de 13de eeuw. In de 16de eeuw werden deze wallen opnieuw versterkt tot een breedte van 12 meter. Daarbovenop bouwde men nog een hoge verdedigingsmuur.
  - In Leuven werd in 1150 de bestaande aarden omwalling vervangen door een eerste stenen omwalling met een lengte van 2750 meter.
- Stenen omwalling
  - Om het centrum van York in Engeland ligt een op de genoemde manier gebouwde stadswal, die nog intact is.
  - De stadsomwallingen van Brussel, stenen stadswallen
  - De stadswallen van Binche, de best bewaarde van België (2100 meter lang)